# Puebla de Obando
Puebla de Obando je španělská obec situovaná v provincii Badajoz (autonomní společenství Extremadura).

## Poloha
Obec je vzdálena 10 km od města La Roca de la Sierra, 48 km od města Badajoz a 58 km od Méridy. Patří do okresu Tierra de Mérida - Vegas Bajas a soudního okresu Montijo. Obcí prochází silnice EX-100.

## Historie
V roce 1834 se obec stává součástí soudního okresu Céceres. V roce 1842 čítala obec 150 usedlostí a 540 obyvatel.

## Odkazy

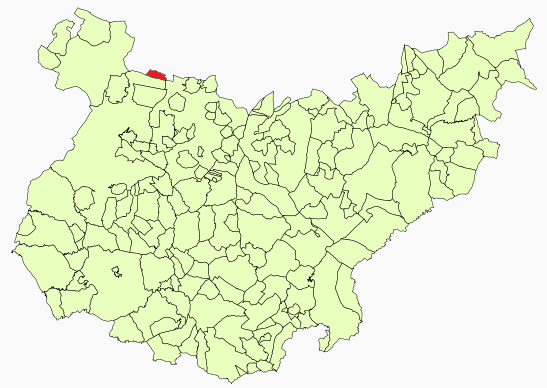
Poloha obce v provincii Badajoz

## Demografie
| Populace obce Puebla de Obando z let (1842–2010) | Populace obce Puebla de Obando z let (1842–2010) | Populace obce Puebla de Obando z let (1842–2010) | Populace obce Puebla de Obando z let (1842–2010) | Populace obce Puebla de Obando z let (1842–2010) | Populace obce Puebla de Obando z let (1842–2010) | Populace obce Puebla de Obando z let (1842–2010) | Populace obce Puebla de Obando z let (1842–2010) | Populace obce Puebla de Obando z let (1842–2010) | Populace obce Puebla de Obando z let (1842–2010) | Populace obce Puebla de Obando z let (1842–2010) | Populace obce Puebla de Obando z let (1842–2010) | Populace obce Puebla de Obando z let (1842–2010) | Populace obce Puebla de Obando z let (1842–2010) | Populace obce Puebla de Obando z let (1842–2010) | Populace obce Puebla de Obando z let (1842–2010) | Populace obce Puebla de Obando z let (1842–2010) | Populace obce Puebla de Obando z let (1842–2010) |
| ------------------------------------------------ | ------------------------------------------------ | ------------------------------------------------ | ------------------------------------------------ | ------------------------------------------------ | ------------------------------------------------ | ------------------------------------------------ | ------------------------------------------------ | ------------------------------------------------ | ------------------------------------------------ | ------------------------------------------------ | ------------------------------------------------ | ------------------------------------------------ | ------------------------------------------------ | ------------------------------------------------ | ------------------------------------------------ | ------------------------------------------------ | ------------------------------------------------ |
| 1842                                             | 1857                                             | 1860                                             | 1877                                             | 1887                                             | 1897                                             | 1900                                             | 1910                                             | 1920                                             | 1930                                             | 1940                                             | 1950                                             | 1960                                             | 1970                                             | 1981                                             | 1991                                             | 2001                                             | 2010                                             |
| 540                                              | 661                                              | 698                                              | 951                                              | 1 042                                            | 1 129                                            | 1 163                                            | 1 255                                            | 1 044                                            | 2 306                                            | 2 842                                            | 2 939                                            | 3 027                                            | 2 544                                            | 2 111                                            | 2 079                                            | 2 062                                            | 1 071                                            |